# Derrick Jones Jr.

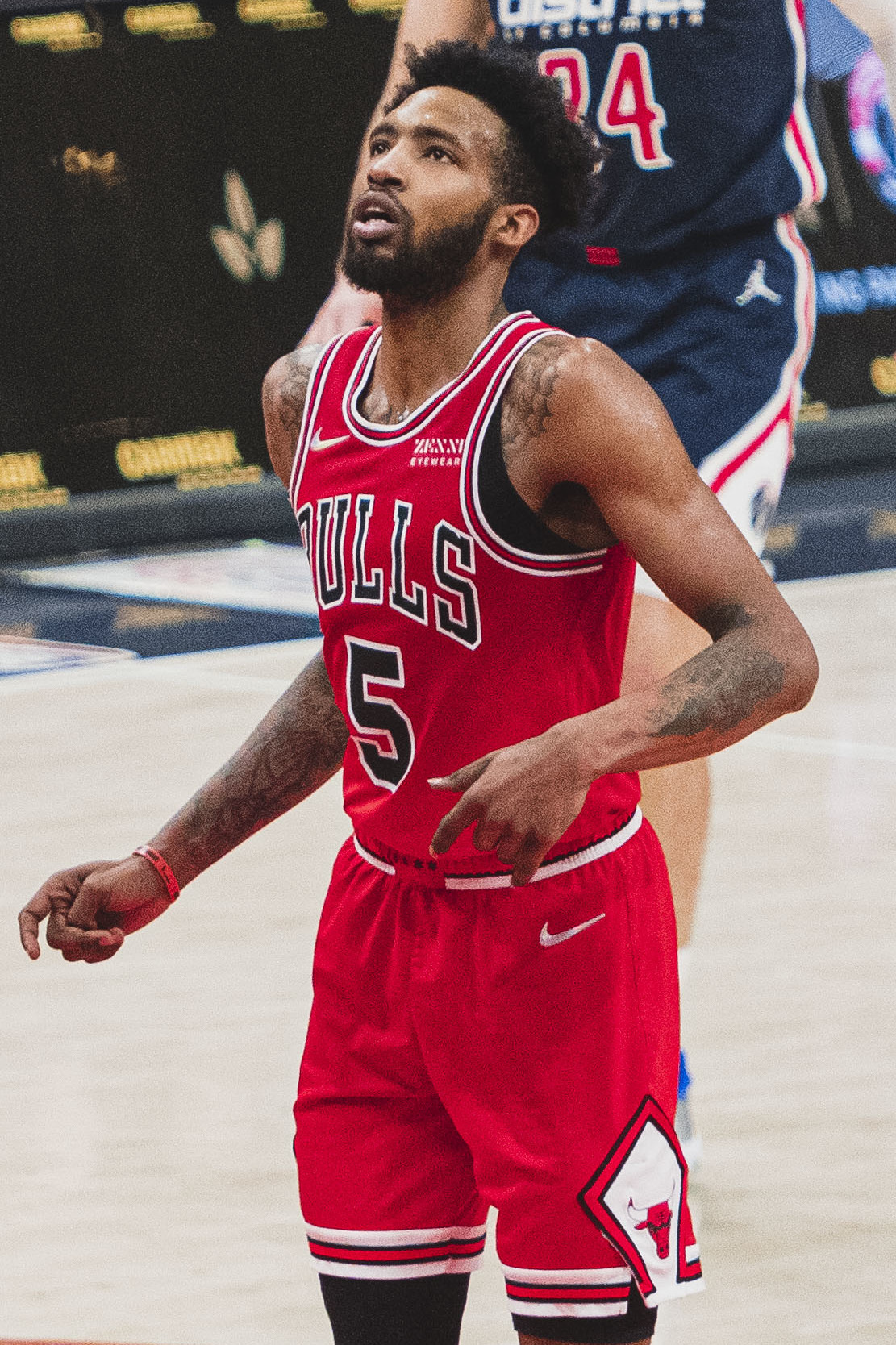
Derrick Jones Jr., 2022.

Derrick Labrent Jones Jr., född 15 februari 1997 i Chester i Pennsylvania, är en amerikansk professionell basketspelare (SF/PF) som spelar för Los Angeles Clippers i National Basketball Association (NBA). Han har tidigare spelat för Phoenix Suns, Miami Heat, Portland Trail Blazers, Chicago Bulls och Dallas Mavericks.
Jones blev aldrig NBA-draftad.
Innan han blev proffs studerade Jones på University of Nevada, Las Vegas och spelade för deras idrottsförening UNLV Rebels.